# Manhunt (série télévisée)
Pour les articles homonymes, voir Manhunt.
Manhunt, ou Chasse à l'homme au Québec, est une anthologie télévisée américaine en 18 épisodes de 42 minutes, créée par Andrew Sodroski, Jim Clemente et Tony Gittelson, et diffusée entre le 1er août 2017 et le 3 février 2020 sur Discovery Channel pour la première saison, puis sur le service Spectrum pour la deuxième saison.
En France, elle est diffusée dès le 12 décembre 2017 sur Netflix,.

## Synopsis

### Saison 1:Unabomber
En 1995, l'agent du FBI James R. Fitzgerald intègre la brigade UNABOM du FBI pour traquer le terroriste Theodore Kaczynski, surnommé « Unabomber » (pour « UNiversity and Airline BOMber »). Ce dernier envoie des colis piégés depuis la fin des années 1970.
Deux ans plus tard, Fitz « revient » à la vie active car Theodore Kaczynski le demande afin d'être interrogé, avant son procès.

### Saison 2:Deadly Games
La deuxième saison suit la traque d'Eric Rudolph, le responsable de l'attentat du parc du Centenaire, après que les soupçons se sont détournés de Richard Jewell.

## Distribution

### Première saison

#### Acteurs principaux
- Sam Worthington (VFB : Sébastien Hébrant) : James R. Fitzgerald dit « Fitz »
- Paul Bettany (VFB : Philippe Allard) : Ted Kaczynski
- Jeremy Bobb (VFB : Alain Eloy) : Stan Cole
- Lynn Collins (VFB : Myriem Akheddiou) : Natalie Rogers
- Mark Duplass : David Kaczynski
- Brían F. O'Byrne (VFB : Michel Hinderyckx) : Frank McAlpine
- Ben Weber (en) (VFB : Tony Beck) : Andy Genelli
- Chris Noth (VFB : Franck Dacquin) : Don Ackerman

#### Acteurs récurrents
- Keisha Castle-Hughes (VFB : Julie Basecqz) : Tabby Milgrim
- Elizabeth Reaser (VFB : Fanny Roy)[5] : Ellie Fitzgerald, femme de James R. Fitzgerald
- Jane Lynch : Janet Reno
- Katja Herbers : Linda Kaczynski
- Michael Nouri : Bob Guccione
- Jill Remez (en) : Susan Mosse
- Wallace Langham : Louis Freeh
- Brian d'Arcy James : Henry Murray
- Diesel Madkins : Ernie Espisito
- Will Murden : Sean Fitzgerald
- Carter et Colby Zier : Ryan Fitzgerald
- Jana Allen : Heidi Shumway
- Trieste Kelly Dunn : Theresa Oakes
- Griff Furst : Burkhardt
- Rebecca Henderson : Judy Clarke
- Bonnie Johnson : Wanda Kaczynski
- Steve Coulter : Anthony Bisceglie
- Mary Rachel Dudley : Lois Epstein
- Tyler Huth : Timmy Oakes
- Doug Kruse : David Gelernter
- Mike Pniewski : Charles Epstein
- Gregory Alan Williams : Garland Ellis Burrell Jr.
- McKenna Grace Martin : Joanna Epstein
- Arliss Howard (VF : Stefan Godin) : Earl Embry
- Nick Marcucci (VF : Erwan Zamor) : Bradley Cronin

Version francophone
- Société de doublage : BTI Studios
- Direction artistique :  Laurence César (VFB) & Laurence Sacquet (VF)
- Adaptation : Françoise Ménébrode, Société Timecode

 Source et légende : version française (VF) sur RS Doublage et les cartons de doublage sur Netflix

### Deuxième saison

#### Acteurs principaux
- Cameron Britton (VF : Frédéric Souterelle) : Richard Jewell
- Jack Huston (VF : Thibaut Lacour) : Eric Rudolph
- Judith Light (VF : Véronique Augereau) : Bobi Jewell
- Carla Gugino : Kathy Scruggs
- Gethin Anthony (VF : Stéphane Pouplard) : Jack Brennan
- Kelly Jenrette : Stacy Knox
- Arliss Howard (VF : Stefan Godin) : Earl Embry

#### Acteurs récurrents
- Jay O. Sanders (VF : Jean-François Aupied) : Watson Bryant
- Nick Searcy (VF : Gérard Darier) : le shérif Thompson
- Marley Shelton (VF : Karine Texier) : Hannah Gray
- Becky Ann Baker (VF : Blanche Ravalec) : Patricia Rudolph
- Brad William Henke (VF : Jean-Luc Atlan) : Big John

 Source et légende : version française (VF) sur RS Doublage

## Fiche technique
Sauf indication contraire, les informations mentionnées dans cette section peuvent être confirmées par la base de données cinématographiques IMDb,  présente dans la section « Liens externes ».
- Réalisateur : Greg Yaitanes
- Scénaristes : Nick Towne, Andrew Sodroski, Jim Clemente, Tony Gittelson, Max Hurwitz, Steven Katz et Nick Schenk
- Musique : Gregory Tripi
- Montage : Donn Aron, Iain Erskine et Scott Turner
- Décors : P. Erik Carlson
- Costumes : Patia Prouty
- Photographie : Zack Galler
- Producteurs : David A. Rosemont

Producteurs délégués : Dana Brunetti, John Goldwyn, Steven Katz, Nick Schenk, Troy Searer, Andrew Sodroski, Kevin Spacey, Greg Yaitanes, Michael Fischler
Producteurs associés : Preston DeFrancis et James Strzelinski
Coproducteur : Max Hurwitz
- Sociétés de production : Discovery Communications et Trigger Street Productions
- Durée : 42 minutes

## Épisodes

### Première saison:Unabomber(2017)
1. UNABOM (UNABOM)
2. Il suffit d'un mot (Pure Wudder)
3. Une montagne de preuves (Fruit of the Poisonous Tree)
4. Une publication controversée (Publish or Perish)
5. Technologie, liberté, contrôle (Abri)
6. Ted (Ted)
7. Lincoln (Lincoln)
8. L'État contre Theodore John Kaczynski (USA vs. Theodore J. Kaczynski)

### Deuxième saison:Deadly Games(2020)
1. CentBom (CentBom)
2. La chute (Unabubba)
3. Bombes artisanales (Bombingham)
4. Cours Rudolphe, cours (Run Rudolph Run)
5. Le pays du soleil au zénith (Land of the Noonday Sun)
6. L'armée de dieu (Army of God
7. Eric (Eric)
8. S'unir ou mourir (Join or Die)
9. Ne me piétinez pas (Don't Tread On Me)
10. La chasse est ouverte (Open Season)

## Accueil
La série reçoit des critiques plutôt positives. Sur l'agrégateur américain Rotten Tomatoes, la série obtient 92 % d'opinions favorables, pour 24 critiques et une note moyenne de 7,86⁄10.
Greg Stejskal, ancien agent du FBI impliqué dans les investigations sur Unabomber, a écrit dans TheWrap. Il critique le fait que les scénaristes ont mis au centre du récit un « membre mineur de l'équipe et qui n'y était que pendant quelques mois ». Il ajoute que James Fitzgerald n'a en réalité jamais rencontré Ted Kaczynski, qu'il n'a jamais été à Lincoln dans le Montana durant l'arrestation de Ted Kaczynski et qu'il n'a ainsi eu aucun rôle dans les recherches autour de sa cabane,,. Dans une interview parue dans le magazine Bustle en août 2017, James Fitzgerald répond que la série est vraie à 80 % et explique que le personnage de Fitz est en réalité un « personnage composite ». Il ajoute qu'il ne s'est en réalité jamais entretenu avec Ted Kaczynski mais que cela était initialement prévu en 2007.